# 박길연
박길연(朴吉淵, 1943년 ~ , 자강도)은 조선민주주의인민공화국의 외교관이다.

## 경력
- 외교부 미주국장
- 외무성 부상
- 국제연합 주재 북한 대사(1991년~1998년, 2001년~2008년)
- 캐나다 대사(2002년)
- 최고인민회의 대의원 9,10,11

## 같이 보기
- 조선민주주의인민공화국의 정치